# کریس ریا
کریستوفر آنتون ریا ‏(به انگلیسی: Christopher Anton Rea)‏ (۴ مارس ۱۹۵۱، میدلزبورو، انگلستان -) خواننده ای با صدایی منحصربه‌فرد اهل انگلستان است. وی بیش از ۷۲ میلیون آلبوم در سراسر جهان فروخته‌است.
او تا سن ۱۹ سالگی اولین گیتار خود را کنار نگذاشت. پدرش یک مهاجر ایتالیایی بود و یک مغازه بستنی فروشی در انگلیس داشت و بنابراین کریس با یک دیدگاه رؤیایی ایتالیایی رشد کرد. (جایی که همه چیز آفتابی‌تر و شادتر به نظر می‌رسید و کسانی که بهتر از همه هستند و شما با عموهایتان به نواختن آکاردئون مشغول هستید). این تأثیر امروز هم در بسیاری از آهنگ‌های وی به چشم می‌خورد. نواختن سبک بلوز توسط کریس به خاطر معلم وی بود که می‌خواست یکی از انشاهای او را در مقابل همه کلاس پاره کند و در پی این درگیری وی از مدرسه اخراج شد و با حالتی ناامید و شکست خورده پیش یکی از دوستانش رفت و او یکی از آهنگ‌های «جو والش» را برای کریس گذاشت و بدین ترتیب از آن روز زندگی وی تغییر کرد. کریس ریآ از خانه دوستش خارج شد و اولین گیتارش را خرید.

## خانواده[۱]
کریس فرزند Camillo ایتالیایی (وفات دسامبر ۲۰۱۰) و Winifred ایرلندی (وفات سپتامبر ۱۹۸۳) می‌باشد و دارای دو برادر به نام‌های نیک و مایک و چهار خواهر بنام‌های Catherine و Geraldine و Paula و Camille می‌باشد.
کریس با Joan ازدواج نموده و حاصل این ازدواج دو دختر به نام‌های جوزفین (متولد ۱۶ سپتامبر ۱۹۸۳) و جولیاکریستینا (متولد ۱۸ مارس ۱۹۸۹) می‌باشد.

## فعالیت هنری
در سال ۱۹۷۳ او به یک گروه محلی به اسم «مگدالن» ملحق شد که خواننده آن «دیو کاوردیل» گروه را جهت پیوستن به گروه «دیپ پیپل» ترک کرده بود. «مگدالن» به «بیوتیفول لوزرز» تغییر نام داد و برنده جایزه بهترین گروه جدید سال شد. آنان کم و بیش با نام خود زندگی کردند تا اینکه کریس ریآ گروه را در سال ۱۹۷۷ جهت کار تک نفره (سولو) ترک کرد.
در آوریل ۱۹۷۸ او اجرای تنها (سولو) ی خود را با عنوان «Fool (If You Think It "s Over)» در انگلیس و آمریکا منتشر کرد.
پس از آن کریس ریآ بالغ بر ۲۲ میلیون آلبوم در سراسر جهان به فروش رساند. و مسئله غیرعادی اینست که وی بدون وقفه ۱۹ آلبوم در حال کار داشت و در همین دوران کنسرتهایی را با گروهش در سالنهای کنسرت بین‌المللی اجرا می‌کرد.
کیفیت اجرای کنسرتهای او ناشی از هماهنگی کامل بین خواننده و نوازنده‌ها بود و هرگاه بر روی صحنه احساس ناخشنودی از این هماهنگی می‌کرد با گیتار خود شروع به نواختن و خواندن می‌نمود.
کریس ریآ یک فرد برای نمایشهای بزرگ و با استفاده از جلوه‌ها و افکتهای ویژه نیست بلکه او به صحنه عشق می‌ورزد زیرا که او می‌تواند علاقه شرکت کنندگان در کنسرت و گوش فرادادن آن‌ها به صدایش را درک کند.
او خود را درگیر رسوایی و ننگ نکرده و زندگی خانوادگی شادی را برای خود فراهم نموده‌است.
سرگرمی‌های مورد علاقه وی خیلی واقع بینانه هستند. او عاشق طبخ غذاهای ایتالیایی است. علاقه شدید او به مسابقات اتومبیل رانی و نمایش‌های «فراری» نشان دهنده شخصیت چند وجهی وی می‌باشد.
او همیشه احساس خاصی به سبک بلوز داشته و این مسئله به وسیلهٔ شعرها و آهنگ‌ها و نواهایی که بر پایه بلوز بوده‌اند، در آهنگ‌های قدیمی کریس قابل مشاهده است. کریس ریآ خود را در طاقچه فروشگاه موسیقی قرار نداد، کاملاً برعکس، انرژی مثبت آلبوم‌های وی در طول زمان به‌طور صعودی تازگی خود را افزایش می‌دهد.
او همچنین در فیلم عکس جدایی بازی کرده‌است.

## ترانه شناسی
- Whatever Happened to Benny Santini? - ۱۹۷۸
- Deltics - ۱۹۷۹
- Tennis - ۱۹۸۰
- Chris Rea - ۱۹۸۲
- Water Sign - ۱۹۸۳
- Wired to the Moon - ۱۹۸۴
- Shamrock Diaries - ۱۹۸۵
- On the Beach - ۱۹۸۶
- Dancing with Strangers - ۱۹۸۷
- ۱۹۸۹ - جاده جهنم
- ۱۹۹۱ - مسافرخانه
- God's Great Banana Skin - ۱۹۹۲
- Espresso Logic - ۱۹۹۳
- La Passione - ۱۹۹۶
- ۱۹۹۸ - کافه آبی
- The Road to Hell: Part ۲–۱۹۹۹
- King of the Beach - ۲۰۰۰
- Dancing Down the Stony Road / Stony Road - ۲۰۰۲
- Blue Street - Five Guitars - ۲۰۰۳
- Hofner Blue Notes - ۲۰۰۳
- The Blue Jukebox - ۲۰۰۴
- Blue Guitars - ۲۰۰۵
- The Return of the Fabulous Hofner Blue Notes - ۲۰۰۸